# Șepreuș
Șepreuș is een Roemeense gemeente in het district Arad.
Șepreuș telt 2657 inwoners.